# 徐州相王
徐州相王，战国时期前334年魏惠王和齐威王在徐州会盟，互相承认对方为王。
前334年（魏惠王三十七年），魏惠王率領韓國和一些小國到徐州朝見齊威王，尊齊威王為王，齊威王不敢獨自稱王，於是也承認魏的王位，史稱「會徐州相王」。惠王並改此年為後元年（前334年）。楚國自楚武王以來，即為诸侯国中除吳、越外唯一称王者，此事令其不再壟斷「王國」地位，楚威王對此憤怒不已，「寝不寐，食不飽」。前333年，楚威王領大軍伐齊，赵国、燕国乘機出兵攻齊。齐威王大怒，随后齐国派田盼率军复战，楚威王主力尽出，任命相国和上将军担任左右司马，请田忌随军参与指挥，结果楚军仍然大败，楚威王不得不逃走。